# Scey-sur-Saône-et-Saint-Albin
Scey-sur-Saône-et-Saint-Albin – miejscowość i gmina we Francji, w regionie Burgundia-Franche-Comté, w departamencie Górna Saona.
Według danych na rok 1990 gminę zamieszkiwało 1541 osób, a gęstość zaludnienia wynosiła 55 osób/km² (wśród 1786 gmin Franche-Comté Scey-sur-Saône-et-Saint-Albin plasuje się na 103. miejscu pod względem liczby ludności, natomiast pod względem powierzchni na miejscu 43.).